# Patrick Weihrauch
Patrick Weihrauch (Gräfelfing, 3 de marzo de 1994) es un futbolista alemán que juega de centrocampista en el F. C. Homburgo de la Regionalliga Südwest de Alemania.

## Posicionamiento y estilo de juego
La posición natural de Weihrauch es la de extremo derecho, aunque también puede jugar como media punta e incluso como delantero centro. Es un delantero con buen remate de cabeza, bastante velocidad y una definición letal. Para ser segundo delantero le falta visión de juego y algo de velocidad. Su pierna buena es la derecha.

## Trayectoria
Perteneció a la cantera del Bayern de Múnich. En 2012 debutó en el filial del conjunto bávaro y llegó a jugar 2 partidos, siendo suplente en los 2. La siguiente temporada en el filial llevaba jugados un total de 22 partidos, siendo titular en 19 y completando 11, en estos partidos había recibido 1 cartulina amarilla y había anotado 4 goles. No debutó con el primer equipo pero fue convocado en alguna ocasión, como en la Bundesliga en el partido que enfrentaba a su equipo, el Bayern, con el Greuther Fürth. En ese partido su equipo ganaría por un contundente 0-3.
Su carrera internacional comenzó en el año 2010 con la selección alemana sub-15, con la que en 2 partidos logró marcar 2 goles. En la sub-16 jugó 8 partidos y anotó 3 goles. En la sub-17 jugó 8 partidos y anotó 1 gol. En la sub-18 jugó 6 partidos y anotó 2 goles. Actualmente se encuentra en la selección alemana  sub-19 con la que lleva 4 partidos jugados y ha anotado 1 gol.

## Clubes
| Club                | País     | Año       |
| ------------------- | -------- | --------- |
| Bayern de Múnich    | Alemania | 2012-2014 |
| Bayern de Múnich II | Alemania | 2014-2016 |
| Würzburger Kickers  | Alemania | 2016-2017 |
| Arminia Bielefeld   | Alemania | 2017-2020 |
| Dinamo Dresde       | Alemania | 2020-2023 |
| F. C. Homburgo      | Alemania | 2023-     |

## Palmarés

### Títulos nacionales
| Título           | Club             | País     | Año  |
| ---------------- | ---------------- | -------- | ---- |
| Bundesliga       | Bayern de Múnich | Alemania | 2014 |
| Copa de Alemania | Bayern de Múnich | Alemania | 2014 |